# Katolička crkva Svetog Jovana Krstitelja u Ečki
Katolička crkva Svetog Jovana Krstitelja u Ečki pоdignutа је 1864. gоdinе nа mеstu stаriје crkve iz 1794. gоdinе. Pоdizаnjе crkvе finаnsirаlа је plеmićkа pоrоdicа Lаzаr od Ečke (Sigismund Lazar od Ečke), kаkо stојi nа mеrmеrnој tаbli iznаd zаpаdnоg ulаzа. Prојеkаt zа crkvu izradio је ing. Kаnski а izvоđаč је biо bеčkеrеčki prеduzimаč Stеvаn Đоrđеvić kојi је kаsniје rаdiо nа pоdizаnju katoličke crkve svetog Jovana Nepomuka u Vеlikоm Bеčkеrеku. Fаsаdu је dоvršiо Grоf Feliks Аrnоnkur 1907. gоdinе.

## Kratak istorijat rimokatoličke crkve u Ečki

### Osamnaesti vek
Rimokatolička župa u Ečki je osnovana 1793. nastojanjem Janoša Lazara (1757-1809), najstarijeg sina veleposednika Lukača Lazara. Godinu dana kasnije (1794) povećao se broj rimokatoličkih vernika doseljavanjem Bugara. Stoga je grof i general Janoš počeo graditi za njih prvu crkvu; nakon četiri godine im je sagradio i parohijski dom (1798).
Crkva je stajala na mestu današnje; sagrađena je od nabijenog blata a pokrivena trskom.
Prvi ečanski duhovni pastir 1793-1797 je bio Janoš Krizostom Gubanoci, njegov naslednik bio je 1797-1799 Mihalj Jančo.

### Devetnaesti vek
Godine 1801. su stigli u Ečku nemački naseljenici.
Godine 1810. je priključen ečanskoj župi tada sagrađeni Sigmundfeld (danas Lukićevo) i Lukino Selo. Godine 1811. je Agošton Lazar (1768-1833) proširio crkvu i dogradio daskama pokriveni zvonik.
Župnika Jožefa Nađa (1799-1825) je nasledio Antal Milašin (1825-1834).
9. aprila 1836. je opštinom harao požar, koji je uništio 60 kuća i do temelja takođe rimokatoličku crkvu. Zahvaljujući tadašnjem župniku Janošu Henriku Kimeru, (1834-1851) kao i nesebičnom zalaganju vernika, je uspelo spasiti slike i crkvenu opremu. Iste su godine iz dvoje u požaru oštećenih zvona ulili jedno novo i smestili ga u obnovljeni zvonik. Ta crkva je već bila pokrivena crepom.

### Izgradnja sadašnje crkve
Godine 1864. je general i grof Žigmond  Lazar (1801-1870) dao sagraditi novu crkvu. U to vreme je bio župnik Karl Krist (1851-1874). Gradnju crkve je projektovao građevinar Kanski, a dovršio bečkerečki preduzimač Stevan Đorđević. Prema pretpostavkama mađarskih istoričara umetnosti, neki arhitektornski elementi ukazuju na mađarskog arhitektu Mikloša Ibla. Temelje za novu crkvu su postavili 1862. godine oko stare crkve na taj način, da je stara crkva ostala unutar novogradnje sve dok nije bila sagrađena 1864. godine nova. Posle zadnje mise u avgustu  1864. su staru crkvu porušili, a ruševine izneli kroz vrata nove crkve napolje.
Novu crkvu – veličanstvenu kao kakvu katedralu - je 18. septembra 1864. posvetio za vreme svečane mise čanadski biskup Šandor Bonac, koji je iza toga i osvetio. Na početku posvećenja crkve je biskup uručio generalu Lazaru počasni red »Svetog Đorđa«, kojim ga je odlikovao blaženi papa Pije IX. Za novu crkvu je svojeručno izvezeno ukrašeni baldahin poklonila generalova žena, Viktorina Lazar (1841-1895).
Godine 1868. su postavili krst sa mermernom pločom ispred glavnog ulaza u crkvu na spomen godišnjice rođenja Mariane Lazar (1867-1893).
U novu crkvu su smestili veliko zvono i nekoliko slika nepoznatog flamanskog slikara (kako se dugo smatralo). Tada su postavili i slike križnog puta od 14 stanica.

#### Slikar Adolf Van der Vene u Ečki
Od 1862. do 1864. boravio je u Ečki poznati austrijski slikar holandskog porekla Adolf Van der Vene (1828 - 1911), koji je naslikao tri velike slike na platno: Hristovo krštenje, Juditu (prema crtama Sigismundove žene Viktorine Lazar) i svetu Elizabetu Ugarsku (prema predlozi majke generala i grofa Lazara, pl. Elizabete Edelšpaht).

#### Slikar Jozef Gojgner oslikava zidove i sвод ečanske crkve
Godine 1863. na poziv Sigismunda dolazi iz Vršca poznati slikar Jozef Gojgner, koji je bio rodom iz Tirola. U zadatak ovom slikaru bila je stavljena izrada zidnog slikarstva u crkvi. Kao i Van der Vene, Gojgner je živeo i radio u prostorijama dvorca.
Johan Vajtershajm (1874-1897) je imao za kapelana Karla Nojrora. Tada je slavila župa 1. avgusta 1893. stogodišnjicu postojanja. Svečanu misu je vodio vršački nadprošt Ferenc Heni, dok je za novim orguljama svirao mesni učitelj Jozef Kirhner. Ove orgulje imaju mehanički sistem, a prilično su oštećene posle Drugog svetskog rata i sada su van upotrebe. Moguće je, da je sviraonik rad Ištvana Koloniča.
U prvih sto godina je župa imala 14.369 krštenja, 3.152 venčanja i 10.225 sahrana.
Godine 1895. je izvršio kanoničnu vizitaciju u Ečki čanadski biskup Šandor Deševfi.

### Dvadeseti vek
Za vreme narednog župnika, Bele Kegla (1897-1917),1907. godine grof Feliks Harnonkur(1857-1937) je dovršio radove na crkvenom svodu i ogradio crkvu.
1910. godine je došao u kanoničnu posetu Ečki čanadski biskup Janoš Černoč, a 12. maja 1912. godine čanadski biskup Đula Glatfelder.
1911. godine je plamen sveća teško oštetio levi donji deo velike oltarske slike Hristovo krštenje. Iste je godine sliku popravio slikar Stevan Aleksić nastojanjem grofa Feliksa.
Za vreme Prvog svetskog rata, 11. novembra 1916, skinuta su sa zvonika tri zvona i odneta u vojne svrhe.
Godine 1917. bio je imenovan za župnika Ludvig Grifel, koji je verno vršio svoju svešteničku službu sve do 1944. godine, kada je zajedno sa nemačko govorećim vernicima morao u progonstvo pred nadolazećim jedinicama Crvene armije i partizanima. Tih je dana odneto iz crkve mnogo dragocenosti. U kripti je razbijena grobnica dobrotvora ečkanske crkve grofa Lazara, uništene su orgulje, oduzet je župni dvor, upropaštena je crkvena arhiva zajedno sa matičnim knjigama. Preostali rimokatolici nemačkog jezika su delimično mučeni i ubijani, a ostali oterani u logore ili rudnike, gde ih je mnogo zbog zlostavljanja, teškog posla ili gladovanja umrlo. Preživeli su se zauvek odselili u inostranstvo. 
Beogradski nadbiskup i apostolski upravitelj Banata Rafael Rodić je 1929. godine  posetio crkvu i nedugo zatim podelio svetu krizmu. Primili su ga župnik Ludvig Grifel i kantor Štefan Klajn, koji je bez prekida vršio kantorsku službu kroz 60 godina.
Od nepoznatog flamanskog slikara su ostale – u jako lošem stanju i potrebne restauracije – ove slike: Sveta porodica, Sveti Anton Padovanski, Sveti Franjo Asiški te Beseda na gori. One su restaurirane uz pomoć sponzora i stavljene na sigurno.
Beogradski nadbiskup i metropolit, ranije salezijanski inspektor, mons. Stanislav Hočevar, posetio je više puta Ečku.

#### Nevreme 1998. godine
Dana 30. jula 1998. godine je pogodilo Ečku, Mužlju i okolna sela strašno nevreme. Silan vihor je odnosio krovove, čupao drveće i uništavao imovinu. Takođe ova crkva je pretrpela velika razaranja, naročito krov, zvonik, prozori i stakla. 30 m² uništenog krova je bilo opravljeno već iste godine. Uprkos lošem i kišnom vremenu bio je napravljen veliki novi prozor ispod zvonika do Božića. Naredne godine se pristupilo i popravci zvonika, jer je počeo prokišnjavati zbog oštećenja pretrpljenih u nevremenu. Uprkos svesrdnom zalaganju Ečka do sada nije dobila nikakvu pomoć. Zato se morala osloniti na svoje snage.
Obnova zvonika je počela u junu 1999. godine. Mužljanski majstori, braća Imre i Janoš Gabona, predsednik crkvene opštine Antal Mezei, kao i ostali požrtvovni vernici, su pod vodstvom zauzetih salezijanaca iz Mužlje do oktobra dovršili opasne radove. Nažalost je nedostajalo novca i cevi – pa je ostao krst na vrhu, krov zvonika i oko 3 metra zida ispod - nedovršeno. Iste godine su popravljena i stakla na prozorima, gde su pre ulazili golubovi.

## Sadašnje dušno-pastirske prilike
Danas ečanska crkvena opština broji oko 300 vernika; misu, veronauku i ostale crkvene službe od 1944. godine obavljaju duhovni pastiri iz Mužlje: Tamaš Jung (1944-1949), kasniji biskup, koji je od uništenja spasio neke matične knjige; Mihalj Lerinc (1949-1965).
1965. godine je konačno ispunjen dugogodišnji san tadašnjeg beogradskog nadbiskupa i administratora Banata, Gabrijela Bukatka, da dobije u Vojvodinu don Boskove duhovne sinove, koji se prvenstveno posvećuju vaspitanju napuštene i siromašne omladine. Te godine postaje, uprkos nezamislivim preprekama, mužljanski župnik salezijanac Jožef Tkalec iz slovenačke inspektorije; njegov naslednik je Štefan Zorko od 1969. godine. Mužljansku župu čine danas: župna crkva Marijinog imena u Mužlji (1902), podružnica svetog Dominika Savija u Mužlji (1994), Ečka – crkva svetog Jovana Krstitelja, (crkvena slava: 24. juna); Lukino Selo – Rođenje Djeve Marije (1927), kao i Lukićevo (Sigmundfeld) sa porušenom crkvom i Stajićevo - bez rimokatoličke crkve. Sadašnji župnik je Stanko Tratnjek od 1985; Janez Jelen je kapelan i bolnički duhovnik, koji je posebno zadužen za Ečku, Stajićevo i Lukićevo.

## Literatura
- Anton Salwetter, Heimatbuch Deutsch-Etschka 1802 - 1944, IV i 90 stranice & 17 slika, Reutlingen-Betzingen, März 1974
- Boris Pavlov, Istorijat vlastelinstva Ečka, u knjizi od: (Slobodana Ćurčića: "Ribnjak Ečka", stranice 137-234, Lukino Selo 1992)

## Galerija
- Crkva oko 1900. godine
- Južna fasada
- Brod crkve ka galeriji
- Brod crkve ka oltaru
- Oltarska slika Isusovog krštenja
- Kripta sa grobnicom grofova Lazar pod crkvom sa ečanskim grbom
- Orgulje sa slikama Jozefa Gojgnera u rimokatoličkoj crkvi Ečka; obnovljene 1928 i delimično uništene posle Drugog svetskog rata
- Propovedaonica u Ečki
- Bezgrešna; kip Neporočne Djeve Marije
- Kip svete Barbare; radionica Ferdinand Štufleser iz Ortizeja u Južnom Tirolu - (1927)
- Kip svetoga Antuna Padovanskoga; izradio Ferdinand Štufleser, Južni Tirol (1927)

## Spoljašnje veze
- 1865. godine je stigao iz Tirola u Veliki Bečkerek Jozef Gojgner, koji je poslikao preko 20 banatskih crkava.
- Zavod za zaštitu spomenika kulture Zrenjanin/Ečka